# Соломенные псы (фильм, 1971)
«Соломенные псы» (англ. Straw Dogs) — художественный фильм Сэма Пекинпы по роману Гордона М. Уильямса «Осада фермы Тренчера» (англ. The Siege of Trencher’s Farm).

## Сюжет
Дэвид Самнер — молодой американский математик, который устал от хаоса, творящегося в колледже, где он преподавал. Дэвид хочет уединиться: вместе с женой Эми он переселяется в новый дом на побережье в одном из городков Англии, где родилась и выросла Эми. Но жизнь на новом месте не заладилась. Дэвид занят своими исследованиями, Эми скучает и начинает флиртовать с местными мужчинами. Кроме того, появляется напряжённость с соседями, которым новенькие не очень нравятся. Со стороны этих местных хулиганов следует несколько подлостей, к примеру, убийство любимой кошки Эми.
Эми требует от Дэвида решительных действий в отношении хулиганов, Дэвид же надеется подружиться с ними. Он отправляется с ними на охоту, но его бросают на болоте. Пока Дэвид выбирается из болота, злоумышленники едут к нему домой и насилуют Эми. Когда Дэвид возвращается, он видит Эми растрёпанной, она говорит, что что-то случилось, но он не придает этому значения.
В выходной день Дэвид и Эми отправляются в церковь. Там Эми видит изнасиловавших её, и ей становится нехорошо. Дэвид решает вместе с женой вернуться домой. На подъезде к дому они сбивают местного сумасшедшего — Генри Найлса, и Дэвид забирает его с собой, чтобы оказать ему помощь. Однако через некоторое время к дому Дэвида приходят местные жители и требуют отдать им сумасшедшего, которого тем вечером видели с пропавшей девушкой. Дэвид отказывается выдать Генри, решив спрятаться в доме. Преследователи Генри, не успокоившись, пытаются ворваться в дом силой, и Дэвиду приходится оказывать сопротивление, которое переходит в войну на выживание.

## В ролях
- Дастин Хоффман — Дэвид Самнер
- Сьюзан Джордж — Эми Самнер
- Питер Вон — Том Хедден
- Дел Хенни — Чарли Веннер
- Кен Хатчисон — Норман Скатт
- Джим Нортон — Крис Коузи
- Т. П. МакКенна — судья Том Скотт
- Питер Арн — Джон Найлз
- Сэлли Томсетт — Дженис Хедден
- Дэвид Уорнер — Генри Найлз
- Лен Джонс — Бобби Хедден

## Название
Название взято из известного изречения древнекитайского философа Лао Цзы: «Небо и Земля не милосердны, люди для них — лишь соломенные псы». Изречение восходит к древней китайской традиции украшать религиозные праздники изображениями собак, выполненными из соломы, которые по окончании церемонии выбрасывались или сжигались. В настоящее время, в частности в английском языке, термин «соломенные псы» является эвфемизмом для чего-то ненужного либо созданного с единственной целью быть уничтоженным.

## История создания
После трудных съёмок «Баллады о Кэйбле Хоге», за которыми последовал разрыв с компанией Warner Bros., Пекинпа был вынужден работать над «Соломенными псами» в Англии. Во время работы над сценарием Пекинпа черпал вдохновение из книг Роберта Ардри «Африканский генезис» и «Территориальный императив», утверждающих, что человек по существу — плотоядное существо, инстинктивно сражающееся за контроль над территорией. В отличие от фильма, в романе у Самнеров есть дочь, также оказывающаяся в осаде. Пекинпа исключил этот персонаж из сценария и сделал Эми моложе и раскованнее.
Съёмки прошли в деревне Ламорна.

## Номинации
- 1972 — Премия «Оскар»
  - Лучшая музыка — Джерри Филдинг

## Факты
- В этом фильме дебютировал Кен Хатчисон.
- Слоган: «The knock at the door meant the birth of one man and the death of seven others!» («Стук в дверь означал рождение одного человека и смерть других семерых!»)

## Ремейк
Род Лури написал сценарий и снял ремейк Соломенных псов, который был запланирован на 25 февраля 2011 года, но был перенесён на 16 сентября 2011 года. В главных ролях Джеймс Марсден, Кейт Босворт, Александр Скарсгард, Джеймс Вудс, Доминик Пёрселл, Уилла Холланд, Уолтон Гоггинс, Риз Койро и Лэз Алонсо.